# Long Term Effects of Suffering
Long Term Effects of Suffering (stylizowane na Long Term Effects of SUFFERING) – drugi album studyjny amerykańskiego duetu hip-hopowego Suicideboys. Został wydany 13 sierpnia 2021 roku nakładem G * 59 Records. Produkcją albumu zajmował się członek zespołu; Budd Dwyer. Album poprzedziły trzy single: „New Profile Pic”, „Avalon” i „Materialism as a Means to an End”. Singel „Avalon” został wyprodukowany przez byłego członka 808 Mafia, PVLACE.
W Stanach Zjednoczonych album osiągnął siódme miejsce na liście Billboard 200, trzecie miejsce na liście Top R&B/Hip-Hop Albums, drugie miejsce na liście Rap Albums i pierwsze miejsce na liście Independent Albums. Osiągnął również numer ósmą w Nowej Zelandii, dwunastą w Finlandii i osiemnastą w Australii.

## Lista utworów
| No.                | Tytuł                                                            | Długość |
| ------------------ | ---------------------------------------------------------------- | ------- |
| 1.                 | "Degeneration in the Key of a Minor"                             | 2:08    |
| 2.                 | "If Self-Destruction Was an Olympic Event, I'd Be Tonya Harding" | 2:22    |
| 3.                 | "Life Is But a Stream~"                                          | 2:02    |
| 4.                 | "5 Grand at 8 to 1"                                              | 2:49    |
| 5.                 | "We Envy Nothing in the World."                                  | 2:51    |
| 6.                 | "Lighting the Flames of My Own Personal Hell"                    | 1:50    |
| 7.                 | "New Profile Pic"                                                | 2:07    |
| 8.                 | "Bleach"                                                         | 2:40    |
| 9.                 | "Forget It"                                                      | 3:18    |
| 10.                | "Avalon"                                                         | 2:20    |
| 11.                | "Materialism as a Means to an End"                               | 2:46    |
| 12.                | "Ugliest"                                                        | 2:58    |
| 13.                | "The Number You Have Dialed Is Not in Service"                   | 2:45    |
| Całkowita długość: | Całkowita długość:                                               | 32:56   |

## Pozycje na listach
| Lista (2021–2022)                      | Pozycja |
| -------------------------------------- | ------- |
| Australia (ARIA)                       | 18      |
| Austria (Ö3 Austria)                   | 45      |
| Belgia (Ultratop Flanders)             | 76      |
| Kanada (Billboard)                     | 26      |
| Finlandia (Suomen virallinen lista)    | 12      |
| Niemcy (Offizielle Top 100)            | 61      |
| Nowa Zelandia (RMNZ)                   | 8       |
| Szwajcaria (Schweizer Hitparade)       | 29      |
| UK R&B Albums (OCC)                    | 23      |
| USA Billboard 200                      | 7       |
| USA Top R&B/Hip-Hop Albums (Billboard) | 3       |
| USA Top Rap Albums (Billboard)         | 2       |
| USA Independent Albums (Billboard)     | 1       |

| Lista (2021)                           | Pozycja |
| -------------------------------------- | ------- |
| USA Top R&B/Hip-Hop Albums (Billboard) | 99      |